# Sue Hodge
Sue Hodge (4 de junio de 1955) es una actriz británica.
Es más conocida por su trabajo en la serie cómica de televisión Allo, Allo donde interpretaba al personaje Mimi Labonq.

## Biografía
En junio y julio de 2007 apareció nuevamente como Mimi para revivir un episodio más de 'Allo 'Allo!, junto con Gorden Kaye como René Artois y Guy Siner como Teniente Gruber en el Twelfth Night Theatre en Brisbane, en Australia. El resto de personajes fueron interpretadas por actores australianos, como Katy Manning, Steven Tandy, Chloe Dallimore, Jason Gann, Tony Alcock y David Knijnenburg.
Hodge volvió a las pantallas de televisión británicas en 2009, interpretando a Connie en la sitcom The Lads Club de la BBC3.

## Curiosidades
Una parte del humor viene por el hecho de que ella apenas mide un metro y medio. Es también asmática.